# Knock at the Cabin
Knock at the Cabin is een Amerikaanse apocalyptische psychologische horrorfilm uit 2023, geschreven en geregisseerd door M. Night Shyamalan, die het scenario schreef naar een eerste versie van Steve Desmond en Michael Sherman. Het is gebaseerd op de roman The Cabin at the End of the World uit 2018 van Paul G. Tremblay, de eerste bewerking van een van zijn werken. De hoofdrollen zijn voor Dave Bautista, Jonathan Groff, Ben Aldridge, Nikki Amuka-Bird, Kristen Cui, Abby Quinn en Rupert Grint .

## Verhaal
Tijdens een vakantie in een afgelegen boshut in Pennsylvania wordt een gezin van vaders Eric en Andrew en hun adoptiedochter Wen plotseling gegijzeld door vier vreemden. Die eisen dat ze één van hun drie opofferen om zo de apocalyps af te wenden. Leonard, Sabrina, Adriane en Redmond beweren dat ze geen enkel kwaad in de zin hebben, maar dat ze zich baseren op visioenen die hen hierheen hebben geleid. Na elke weigering om iemand te kiezen, offeren de indringers bovendien een van henzelf op. Leonard verklaart dat bij elk offer van henzelf er over een deel van de mensheid wordt geoordeeld. Om zijn bewering kracht bij te zetten, wijst hij op actuele nieuwsprogramma's die verslag doen van allerlei rampen die op dat moment plaatsvinden in de wereld.

## Rolverdeling
- Dave Bautista als Leonard
- Jonathan Groff als Eric
- Ben Aldridge als Andrew
- Nikki Amuka-Bird als Sabrina
- Kristen Cui als Wen
- Abby Quinn als Adriane
- Rupert Grint als Redmond

## Productie

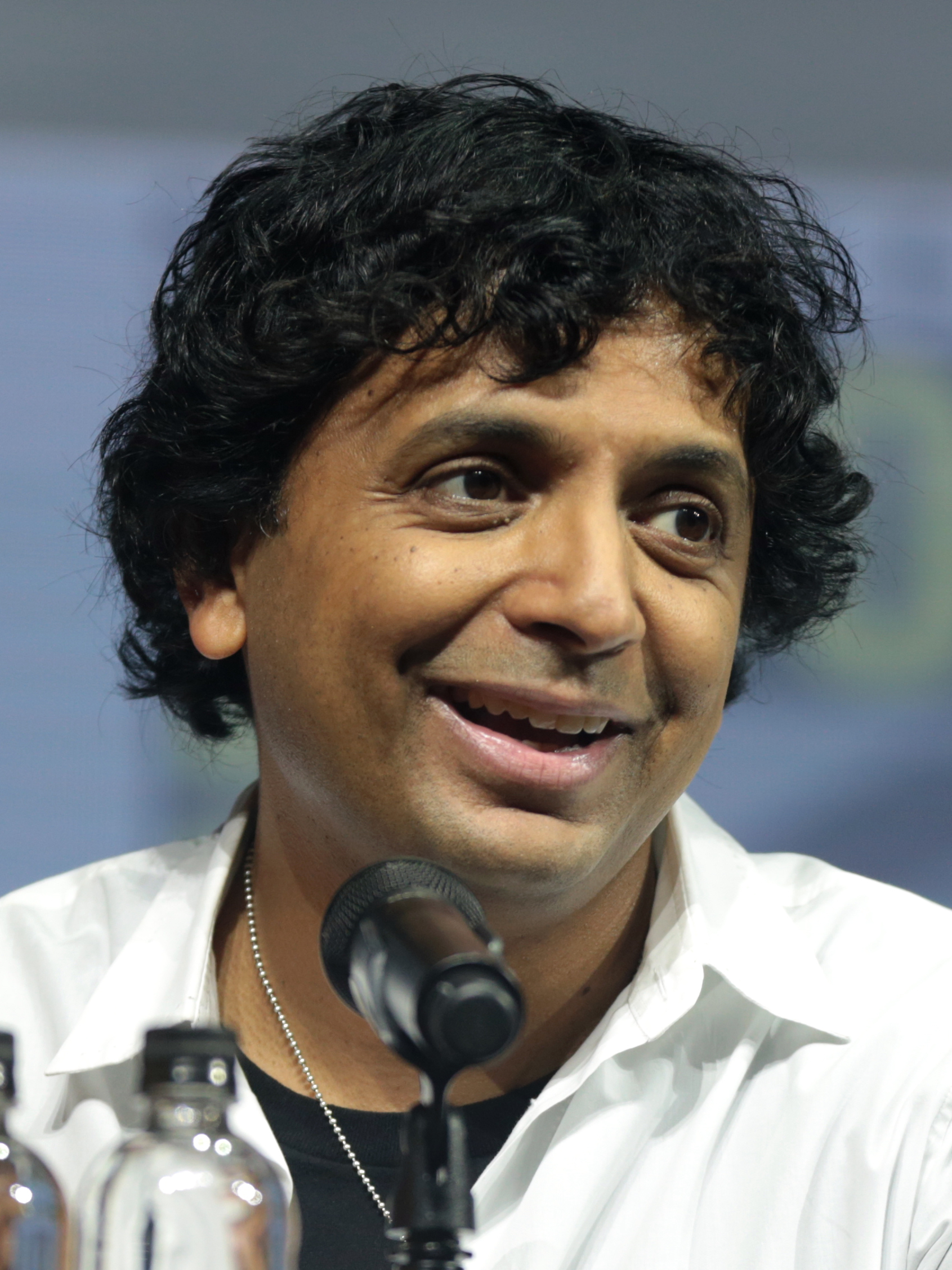
Schrijver, regisseur en producent M. Night Shyamalan

Knock at the Cabin is een bewerking van de horrorroman The Cabin at the End of the World uit 2018 van Paul G. Tremblay, die eind 2017, voorafgaand aan de publicatie van het boek, een optie had getekend bij FilmNation Entertainment en  geheim moest houden dat de film was gebaseerd op een van zijn romans. De Black List en GLAAD List noemden het eerste ontwerp van Steve Desmond en Michael Sherman een van de meest populaire niet-geproduceerde scenario's van 2019. Terwijl eerst een andere regisseur aangenomen was, las M. Night Shyamalan het originele scenario en raakte geïnteresseerd in produceren. Shyamalan herschreef later het script en kwam aan boord om het project te regisseren als onderdeel van de samenwerking met twee films tussen Universal Pictures en zijn productiebanner Blinding Edge Pictures. Old (2021) was de eerste film in die deal, met Knock at the Cabin als tweede. Het eerste ontwerp was halverwege juli 2021 voltooid en de titel werd in oktober onthuld. Shyamalan zei dat het script het snelste was dat hij ooit in zijn carrière had geschreven.
Castings werden aangekondigd van december 2021 tot juli 2022. Ze omvatten Dave Bautista, Rupert Grint, Nikki Amuka-Bird, Ben Aldridge, Jonathan Groff, en Abby Quinn. Shyamalan noemde Bautista's optreden in Blade Runner 2049 (2017) de reden dat hij wilde dat hij de hoofdrol speelde in Knock at the Cabin. De belangrijkste fotografie vond plaats in Burlington County, New Jersey, van 19 april tot 10 juni 2022, met cameraman Jarin Blaschke. Shyamalan nam de film op met lenzen uit de jaren 90 om hem een "old-school thriller"-look te geven. Tijdens de postproductie componeerde Herdís Stefánsdóttir de partituur.
De film kreeg een R-rating van de Motion Picture Association voor geweld en taal, waarmee het de tweede film van Shyamalan is die die rating krijgt na The Happening (2008).
De originele filmmuziek werd gecomponeerd door Herdís Stefánsdóttir. Het officiële soundtrackalbum werd op 3 februari 2023 uitgebracht door Back Lot Music.

## Release
De film ging in première op 30 januari 2023 in de Rose Hall in New York en werd op 3 februari 2023 in de Amerikaanse uitgebracht in de Verenigde Staten door Universal Pictures. De release was oorspronkelijk gepland voor 17 februari, maar werd twee weken vervroegd om concurrentie met Ant-Man and the Wasp: Quantumania te voorkomen.

## Ontvangst
Op Rotten Tomatoes heeft Knock at the Cabin een waarde van 67% en een gemiddelde score van 6,3/10, gebaseerd op 164 recensies. Op Metacritic heeft de film een gemiddelde score van 63/100, gebaseerd op 54 recensies.